# Ritten Sport 2008-2009
Questa pagina contiene i dati relativi alla stagione hockeystica 2008-2009 della società di hockey su ghiaccio Ritten Sport.

## Roster 2008/09

### Portieri
- 29  Frédéric Cloutier
- 32  Florian Großgasteiger
- 36  Josef Niederstätter

### Difensori
- 05  Kaspars Astašenko
- 06  Klaus Ploner
- 07  Jan Němeček
- 09  Markus Hafner
- 11  Benjamin Bregenzer
- 21  Fritz Ploner
- 23  Luciano Lomanno
- 23  Stefan Ramoser
- 39  Daniel Spinell
- 67  Ingemar Gruber

### Attaccanti
- 02  Matteo Rasom
- 08  Matthias Fauster
- 08  Julian Mascarin
- 08  Scott Mifsud
- 10  Giulio Scandella
- 15  Alexander Rottensteiner
- 17  Nicolas Corbeil
- 19  Daniel Tudin
- 22  Ivan Demetz
- 24  Thomas Unterfrauner
- 46  Shawn Mather
- 55  Lorenz Daccordo
- 63  Franz Josef Plankl
- 79  Emanuel Scelfo
- 91  Mark Smith

### Allenatore
- Ron Ivany